# Bis(2-hydroxyethyl)tereftalát
Bis(2-hydroxyethyl)tereftalát je organická sloučenina, diester kyseliny tereftalové a ethylenglykolu. Stejně jako kyselina 2-hydroxyethyltereftalová, vzniklá navázáním jedné molekuly ethylenglykolu na kyselinu tereftalovou, je meziproduktem výroby polyethylentereftalátu (PET).